# IC 3985
IC 3985 је галаксија у сазвјежђу Береникина коса која се налази на листи објеката дубоког неба у Индекс каталогу.
Деклинација објекта је + 19° 35' 30" а ректасцензија 12h 59m 43,1s. Привидна величина (магнитуда) објекта IC 3985 износи 15,2 а фотографска магнитуда 16,2. IC 3985 је још познат и под ознакама NPM1G +19.0338, , PGC 3090105.